# Sarjapura
Sarjapura là một thị trấn thuộc taluk Anekal, huyện Bengaluru Urban, bang Karnataka, Ấn Độ.